# الانتخابات التشريعية التونسية 1981
الانتخابات التشريعية التونسية 1981 هي انتخابات تشريعية نظمت في تونس في 1 نوفمبر 1981. هي الانتخابات السادسة من نوعها. تعتبر هذه الانتخابات مزورة ومزيفة.

فاز تحالف الجبهة الوطنية المتكون من الحزب الاشتراكي الدستوري ونقابة الاتحاد العام التونسي للشغل بالانتخابات.

## النتائج
|                          | العدد     | % من المسجلين | % من الناخبين |
| ------------------------ | --------- | ------------- | ------------- |
| المسجلين                 | 031 311 2 | 100%          |               |
| الناخبين                 | 127 962 1 | 84.9%         | 100%          |
| الأصوات الصحيحة للقائمات | 858 941 1 |               | 99.0%         |
| الأوراق البيضاء والملغاة | 269 20    |               | 1.0%          |
| الامتناع عن التصويت      | 904 348   | 15.1%         |               |

| الأحزاب                           | الأحزاب                                                                | الأصوات   | % من الأصوات الصحيحة | المقاعد |
| --------------------------------- | ---------------------------------------------------------------------- | --------- | -------------------- | ------- |
|                                   | الجبهة الوطنية (الحزب الاشتراكي الدستوري والاتحاد العام التونسي للشغل) | 363 828 1 | 94.2%                | 136     |
|                                   | حركة الديمقراطيين الاشتراكيين                                          | 234 63    | 3.3%                 | 0       |
|                                   | حركة الوحدة الشعبية                                                    | 755 18    | 1.0%                 | 0       |
|                                   | الحزب الشيوعي التونسي                                                  | 677 14    | 0.8%                 | 0       |
|                                   | مستقلين                                                                | 966 7     | 0.4%                 | 0       |
| الأصوات الصحيحة                   | الأصوات الصحيحة                                                        | 858 941 1 | 99.0%                | 136     |
| الأوراق البيضاء والملغاة          | الأوراق البيضاء والملغاة                                               | 269 20    | 1.0%                 |         |
| مجموع الأصوات                     | مجموع الأصوات                                                          | 127 962 1 | 100%                 |         |
| المصدر: الاتحاد البرلماني الدولي. |                                                                        |           |                      |         |

## مقالات ذات صلة
الحبيب بورقيبة